# Gérard Larrat
Gérard Larrat, né le 13 novembre 1941 à Mauguio (Hérault), est un homme politique français , actuel maire de Carcassonne depuis avril 2014. Avocat de profession depuis 1966, il fut député UDF, maire divers droite de Carcassonne de 2005 à 2009 et à nouveau en 2014, réélu en 2020,.

## Biographie
Gérard Larrat est député UDF de l'Aude du 30 octobre 1987 au 14 mai 1988 (remplace en qualité de suppléant Jean-Pierre Cassabel, décédé en cours de mandat) et de la 1re circonscription de l'Aude du 2 avril 1993 au 21 avril 1997,.
Il est maire de Carcassonne de 2005 à 2009, après le décès de Raymond Chesa, dont il était le premier adjoint. Il est également président de la communauté d'agglomération du Carcassonnais de 2005 à 2009.
Élu en mars 2008 avec 56 voix d'avance (50,13 %) face au socialiste Jean-Claude Perez (49,87 %), son élection est annulée par le Conseil d'État le 29 mai 2009 à la suite d'une affaire de fausses procurations, pour laquelle la justice a rendu un non-lieu en sa faveur. Il perd cette nouvelle élection : le socialiste Jean-Claude Perez l'emporte avec 54,03 % des suffrages. Gérard Larrat siège alors au conseil municipal de Carcassonne en tant que chef de l'opposition UMP.
Il se représente pour les élections municipales de mars 2014. À la faveur d'une alliance avec la liste UMP d'Isabelle Chesa, sa liste l'emporte au deuxième tour avec 40,41 % des suffrages lors d'une triangulaire qui l'oppose à celle du maire sortant socialiste Jean-Claude Perez (39,24 %) et celle du Front National Robert Morio (20,33 %).
Il est élu maire, sous l'étiquette Divers droite, de Carcassonne par le conseil municipal le 6 avril 2014. Il est élu le 11 avril 2014, 1er vice-président de Carcassonne Agglo. C'est le seul vice-président de droite dans une assemblée majoritairement à gauche. Réélu en 2020, il démissionne de ce poste en février 2022, à la suite de l'adoption du pacte fiscal par la communauté d'agglomération.
Il est réélu maire le 28 juin 2020 avec 47,02 % des voix, face à la liste d'Union de la Gauche de Tamara Rivel (37,41 %) et celle du Rassemblement national conduite par Edgar Montagné (15,38 %),.

### Anciens mandats

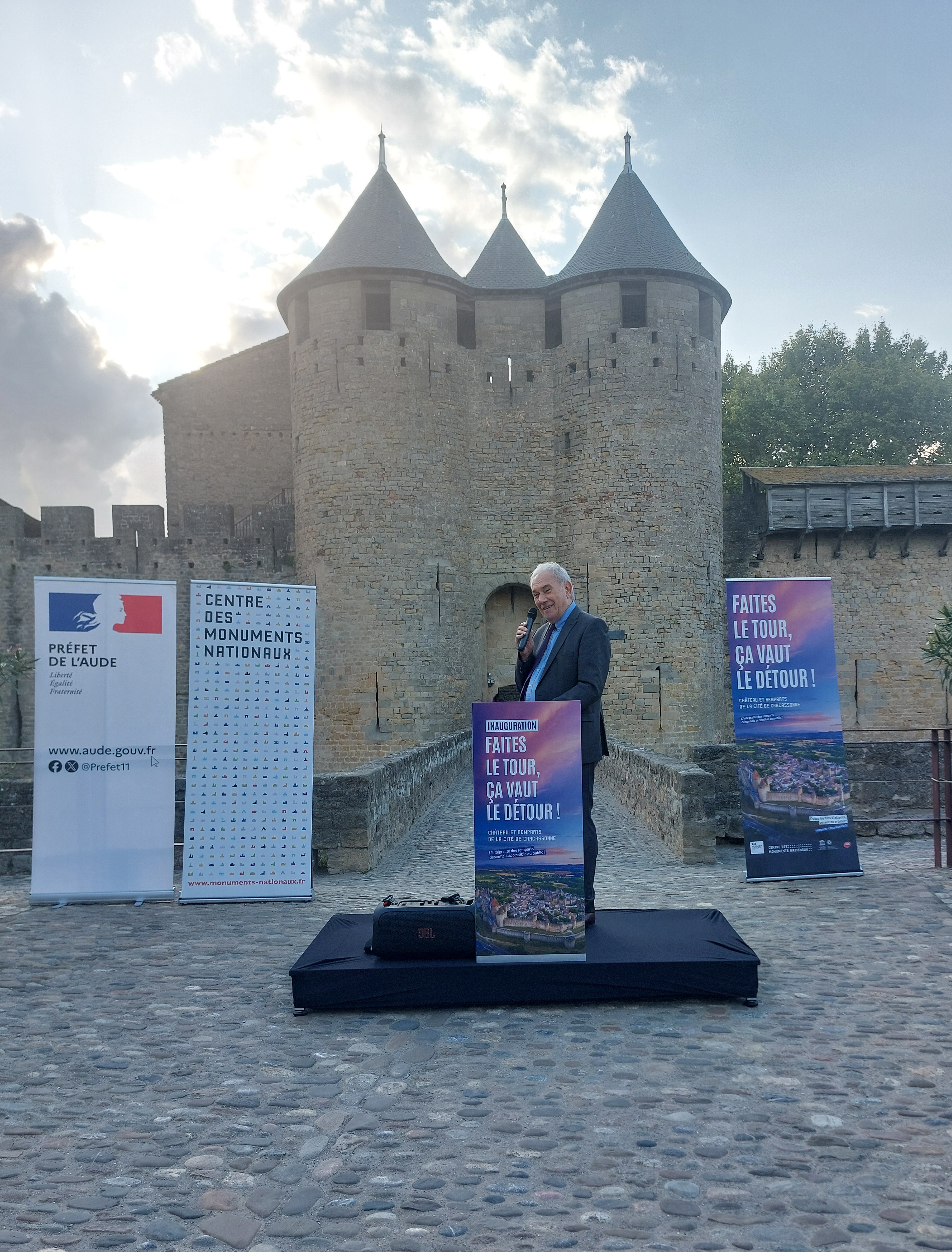
Gérard Larrat devant l'entrée du château comtal en septembre 2024, dans la Cité de Carcassonne.

- Gérard Larrat devant l'entrée du château comtal en septembre 2024, dans la Cité de Carcassonne.1983-1989: premier adjoint au maire de Carcassonne.
- 1995-2005: premier adjoint au maire de Carcassonne, délégué aux affaires culturelles et au patrimoine.

### Décorations
- Médaille d'honneur pour acte de courage et de dévouement, or (2019)
- Chevalier de la Légion d'honneur (2005)